# Хоэг, Даниэль
Даниэль Маттиас Хоэг (дат. Daniel Mathias Høegh; род. 6 января 1991, Оденсе) — датский футболист, защитник «Раннерса».

## Клубная карьера
Хоэг — воспитанник клуба «Оденсе», за который играл в 2004—2015 годах. 13 ноября 2010 года в матче против «Эсбьерга» дебютировал в чемпионате Дании. А уже 19 мая 2011 года в матче против «Хорсенса» забил первый гол за «Оденсе». В сезоне 2010/11 помог команде завоевать серебряные медали чемпионата.
2 июня 2015 года свободным агентом перешёл в швейцарский клуб «Базель». И уже 19 июля того же года в матче против «Вадуца» дебютировал в чемпионате Швейцарии. В июне 2017 года перешёл в нидерландский «Херенвен», подписав с клубом контракт на два года.

## Международная карьера
Играл за различные молодёжные сборные Дании. 26 января 2013 года сыград в неофициальном товарищеском матче против сборной Канады за первую команду.

## Достижения
«Базель»
- Чемпион Швейцарии (2): 2015/16, 2016/17

«Оденсе»
- Чемпион Дании: 2010/11